# Rudi Dutschke
Alfred Willi Rudolf Dutschke (7 de março de 1940 - 24 de dezembro de 1979) foi o mais expressivo líder do movimento estudantil que surgiu na Alemanha no final do anos 60. Inspirado pelas ideias marxistas, lutou fortemente contra a guerra do Vietnã, o autoritarismo e pela revolução feminista.

## Biografia
Após a morte do ativista universitário Benno Ohnesorg, baleado a queima roupa por um policial alemão durante uma manifestação em 1967, Dutschke centrou seus protestos no autoritarismo. Além disso, participou na campanha que exigia a desapropriação dos bens de Axel Springer.
Em 11 de abril de 1968 foi gravemente ferido por dois tiros na cabeça, disparados por Josef Bachmann, simpatizante da extrema direita. Debilitado pelo acontecimento, foi estudar em Cambridge em 1970, mas foi expulso da Inglaterra por continuar difundindo os seus ideais. Foi acolhido como docente pela universidade dinamarquesa de Aarhus, e depois retornou para Berlim.
Sofreu uma tentativa de assassinato em que foi baleado na cabeça por um militante de extrema -direita, sobreviveu com sequelas.
Em 24 de dezembro de 1979, sofreu um ataque epiléptico, enquanto tomava banho, que o levou a morte por afogamento.

## Publicações
Publicou em 1974, uma obra sobre sua análise do filósofo marxista húngaro Georg Lukács. Em seu livro, Dutschke descreveu como sonhava com uma Alemanha socialista, sem a interferência de Moscou, Pequim ou Berlim Oriental.

## Referencias
1. ↑  Dietrich Schwanitz, "Frankfurter Schule und Studentenbewegung", Frankfurter Allgemeine Zeitung, 29 June 1998.